# Canton de Brive-la-Gaillarde-Sud-Ouest
Pour les articles homonymes, voir Canton de Brive-la-Gaillarde (homonymie).
Le canton de Brive-la-Gaillarde-Sud-Ouest est une ancienne division administrative française située dans le département de la Corrèze, en région Limousin.

## Histoire
Le canton de Brive-la-Gaillarde-Sud-Ouest est issu de la partition en 1982 du canton de Brive-la-Gaillarde-Sud.

### Redécoupage cantonal de 2014-2015
Par décret du 24 février 2014, le nombre de cantons du département passe de 37 à 19, avec mise en application aux élections départementales de mars 2015. Le canton de Brive-la-Gaillarde-Sud-Ouest est supprimé à cette occasion, la ville étant alors divisée en quatre nouveaux cantons (cantons de Brive-la-Gaillarde-1 à -4), et les quatre autres communes rattachées au canton de Saint-Pantaléon-de-Larche.

## Géographie
Ce canton était organisé autour de Brive-la-Gaillarde dans l'arrondissement de Brive-la-Gaillarde. Son altitude varie de 102 m (Brive-la-Gaillarde) à 366 m (Nespouls) pour une altitude moyenne de 223 m.

## Administration
| Période | Période | Identité          | Étiquette           | Qualité                                                                                   |
| ------- | ------- | ----------------- | ------------------- | ----------------------------------------------------------------------------------------- |
| 1982    | 2001    | Jacques Chaminade | PCF                 | Ouvrier horticulteur Député (1978-1981) Conseiller régional (1992-1998)                   |
| 2001    | 2015    | Alain Vacher      | PCF (jusqu'en 2015) | Ancien adjoint au maire d'Estivals Conseiller municipal de Brive-la-Gaillarde depuis 2014 |

## Composition
Le canton de Brive-la-Gaillarde-Sud-Ouest se composait de quatre communes et d'une fraction de la commune de Brive-la-Gaillarde. Il comptait 11 454 habitants (population municipale) au 1er janvier 2012.
| Nom                            | Code Insee | Intercommunalité      | Population (dernière pop. légale)              |
| ------------------------------ | ---------- | --------------------- | ---------------------------------------------- |
| Brive-la-Gaillarde (chef-lieu) | 19031      | CA du Bassin de Brive | Fraction : 8 893(2012) Commune : 46 961 (2014) |
| Estivals                       | 19077      | CA du Bassin de Brive | 123 (2014)                                     |
| Jugeals-Nazareth               | 19093      | CA du Bassin de Brive | 929 (2014)                                     |
| Nespouls                       | 19147      | CA du Bassin de Brive | 650 (2014)                                     |
| Noailles                       | 19151      | CA du Bassin de Brive | 887 (2014)                                     |

## Démographie
| 1982 | 1990   | 1999   | 2006   | 2011   | 2012   |
| ---- | ------ | ------ | ------ | ------ | ------ |
| -    | 10 941 | 11 075 | 10 816 | 11 630 | 11 454 |